# Мироненко Олег Миколайович
Олег Миколайович Мироненко — полковник Національної гвардії України, учасник російсько-української війни, що відзначився під час російського вторгнення в Україну в 2022 році. Герой України (2025).

## Життєпис
Народився 1989 року.
Олег Мироненко брав участь в АТО на сході України. У 2015 році капітан Олег Мироненко обіймав посаду першого заступника командира першого батальйону — начальника штабу 8-го полку оперативного призначення імені Івана Богуна, також відомий як Калинівський (8 ПОП, в/ч 3028) (пізніше — 14-та бригада оперативного призначення НГУ). З нагоди Дня захисника України у вересні 2015 року відзначений Почесною грамотою Вінницької обласної державної адміністрації та обласної Ради з виплатою грошової винагороди. Випускник гуманітарного факультету Національної академії Національної гвардії України. У 2019 році командував батальйонно-тактичною групою МВС, яка налічує понад три сотні військовослужбовців та працівників системи МВС.
Станом на 2025 рік обіймає посаду командира 14-ї бригади оперативного призначення НГУ.

## Нагороди
- звання Герой України з врученням ордена «Золота Зірка» (1 серпня 2025) — за особисту мужність і героїзм, виявлені у захисті державного суверенітету та територіальної цілісності України, самовіддане служіння Українському народові[5].
- орден Богдана Хмельницького III ступеня (2022) — за особисту мужність і самовідданість, виявлені у захисті державного суверенітету та територіальної цілісності України, вірність військовій присязі, сумлінне та бездоганне служіння Українському народові.
- орден «За мужність» II ступеня (2022) — за особисту мужність і самовіддані дії, виявлені у захисті державного суверенітету та територіальної цілісності України, вірність військовій присязі[6].
- орден «За мужність» III ступеня[джерело?]
- медаль «За військову службу Україні»[джерело?]